# Асалем (бахш)
Асалем (перс. اسالم) — бахш в Ірані, в шагрестані Талеш остану Ґілян. За даними перепису 2006 року, його населення становило 39089 осіб, які проживали у складі 9203 сімей.

## Дегестани
До складу бахша входять такі дегестани:
- Асалем
- Хале-Сара
- Хараджґіль